# Blues Brothers Souvenir Show
Blues Brothers Souvenir Show (også kendt som BBSS) er et odenseansk kopiband, der spiller musik fra Blues Brothers-filmen, og som siden 1986 har spillet både i ind- og udland. De har spillet på Plænen i Tivoli flere gange, og har i mere end tre årtier spillet julekoncert i Odense på diverse populære spillesteder. Oprindelig skulle de kun have spillet en enkelt koncert på det nu nedlagte Hansens Værtshus, men endte med at fortsætte deres optrædener.
BBSS har spillet over 100 koncerter i hjembyen og i alt over 300 koncerter forskellige steder. I flere år var det BBSS, der var åbningsband på Midtfyns Festival.
Musikalske gæster ved julekoncerterne er blevet en tradition. Navne som Peter Belli, Kim Larsen, Zididada og Søren Sko har alle været på scenen med bandet.

## Gæsteoptrædener til julekoncerter

### På Posten
Spillestedet Posten i Odense 
- 2024 Poul Ewald, Michelle Birkballe, Bobo Moreno
- 2023 showet aflyst
- 2022 Billy Cross, Mike Andersen, Henrik Busborg (Elvis)
- 2019 Wafande Sahra Da Silva
- 2018 Dicte, Jørgen Klubien
- 2017 Jakob Sveistrup, Lucy Woodward, Chris Grey & The BlueSpand
- 2016 Camille Jones, Jokeren
- 2015 Erann Drori, Debbie Cameron, Poul Ewald, Frank Lauridsen (ex The Baronets)
- 2014 Thorbjørn Risager, Jimmy Jørgensen
- 2013 Karen Mukupa, Billy Cross
- 2012 Dicte, Mike Andersen
- 2011 Søs Fenger, Dario Campeotto og Rock Nalle
- 2010 Henrik Busborg (Elvis), Alberte Winding, Marie Carmen Koppel, Bobo Moreno
- 2009 Niels H P, Szhirley
- 2008 Heidi Herløw, Søren Sko
- 2007 Zididada, Esben Just

### På Magasinet
Spillestedet Magasinet i Odense 
- 2006 Claus Hempler, Ida Corr
- 2005 Allan Mortensen, MC Einar, Peter Belli, Harald Haugaard (koncerten udkommet på dvd i 2008)
- 2004 Karen, James Sampson
- 2003 Karen Busck, Peter Belli
- 2002 Billy Cross, Monique, Harald Haugaard, Poul Ewald
- 2001 Nikolaj Steen, Signe Svendsen, Mikkel Rosenberg (Elvis)
- 2000 Ole Friis, Erann DD, Poul Ewald
- 1999 Anders Blichfeldt, Monique, Claus Søndergaard
- 1998 Maria Montell, Billy Cross
- 1997 Mek Pek, Debbie Cameron,Harald Haugaard
- 1996 Maya Albana, Tore Eg, Monique
- 1995 Erann DD (26. og 27. december)/Ivan Pedersen (28. december), Zindy Laursen (cd med koncertoptagelser udgivet 1996)
- 1994 Kim Larsen, Veronica Mortensen og Henrik Heick
- 1993 Poul Ewald, Cæcilie Nordby, Frank Megabody
- 1992 Richard Møller Nielsen(!), Debbie Cameron, Poul Ewald, Allan Mortensen (delvist udkommet på dvd i 2008, cd i 1993).
- 1991 Debbie Cameron og Jesper Buhl
- 1990 Gitte Hænning, Frede Fup' Nordbrink
- 1989 Anders Nyborg + "Julemanden" = en stripper
- 1988 Ole Friis

### På Klingenberg
- 1987

### På Hansens Værtshus
- 1986 (ingen musikalske gæster) Rock Nalle var med hele showet.

## Diskografi
- 2008 20 Years On The Mission, DVD + CD
- 1996 Live – On A Mission
- 1993 The Souvenir Show